# Elisha Collier
Elisha Haydon Collier (Boston, 1788 – Boston, 23 gennaio 1856) è stato un ingegnere e inventore statunitense, conosciuto per aver inventato un revolver a pietra focaia intorno al 1814.

## Biografia
La sua arma è uno dei primi veri revolver, mentre in precedenza si usavano le pistole a canna multipla. Il revolver di Collier non permetteva ancora di ruotare il tamburo, ma era già un'arma ad autocarica, in quanto un meccanismo ricollocava una certa quantità di polvere da sparo ogni volta che veniva azionato il cane della pistola.